# ПЭУ1
ПЭУ1 (промышленный электровоз узкоколейный тип 1 «первый») — электровоз узкоколейный, для эксплуатации на промышленных железных дорогах узкой колеи СССР, шириной 750 мм.
Производились Днепропетровским электровозостроительным заводом для эксплуатации на электрифицированной Сулюктинской узкоколейной железной дороге и узкоколейной железной дороге в Текели (Казахская ССР). На другие узкоколейные железные дороги эти электровозы никогда не поставлялись.
Начальным пунктом Сулюктинской УЖД являлся посёлок Пролетарск в Ленинабадской области Таджикской ССР, именно там электровозы обслуживались в депо. Конечным пунктом были окрестности города Сулюкта в Киргизской ССР.
Всего с 1970 по 1984 годы было произведено 24 электровоза данной серии.
Электровозы могут работать в сплотках, управляемых из одной кабины.
По данным на 2009 год некоторые электровозы ещё работают в Пролетарске и Текели.
Электрооборудование электровоза во многом повторяет РКСУ трамвайных вагонов 71-605 и ЛМ-68 и широко использует узлы указанных трамваев. Основное отличие заключается в применении тяговых электродвигателей большей мощности и иных номиналах сопротивлений пуско-тормозных реостатов. Так как указанные трамваи имеют постоянное параллельное соединение групп тяговых электродвигателей, эта особенность сохранена и на электровозе, что нетипично для электровозов постоянного тока, где обычно используется переключение схем соединения.

## Технические характеристики
- Осевая характеристика — 2о-2о
- Напряжение — 550 В,
- Сцепной вес — 30 т.,
- Часовая мощность — 252 кВт,
- Конструкционная скорость — 45 км/ч.

## Общий вид

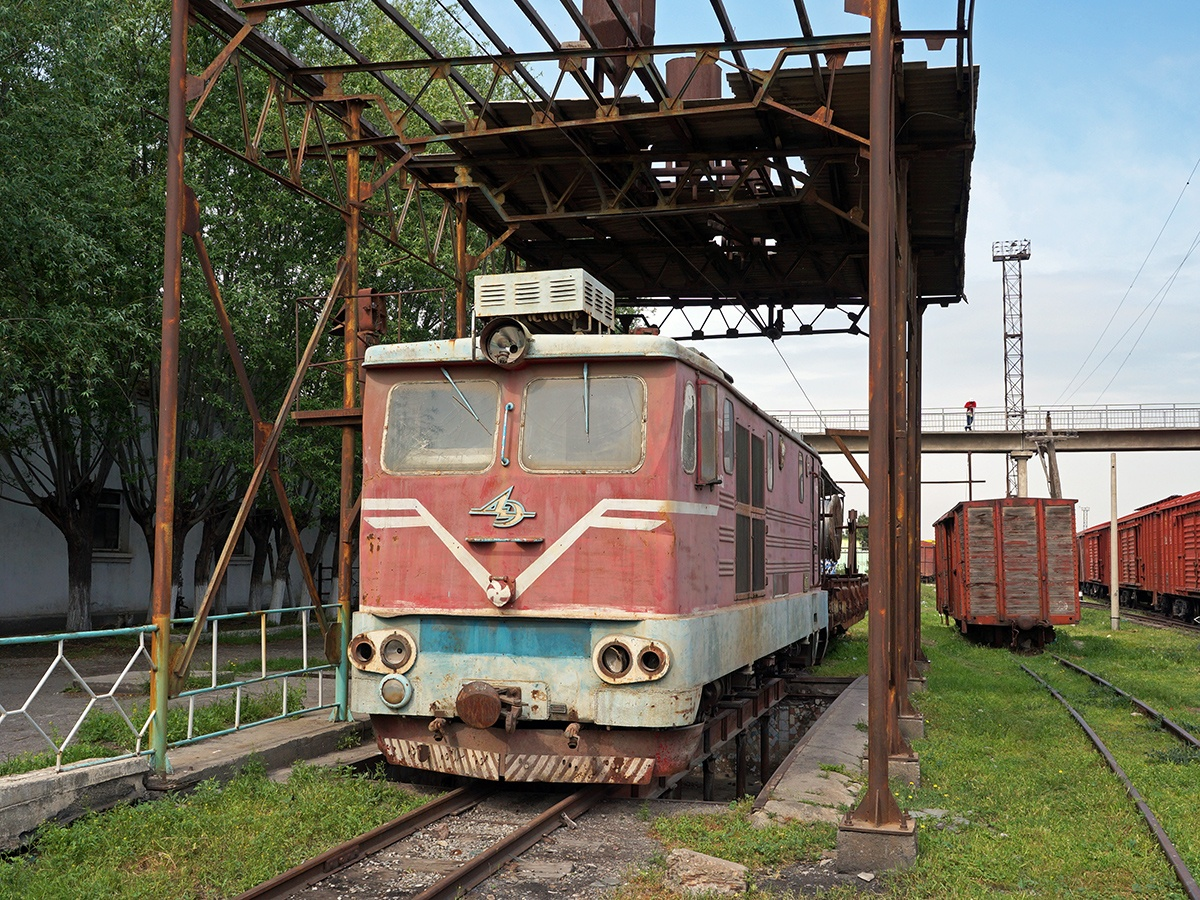
передняя часть электровоза ПЭУ1
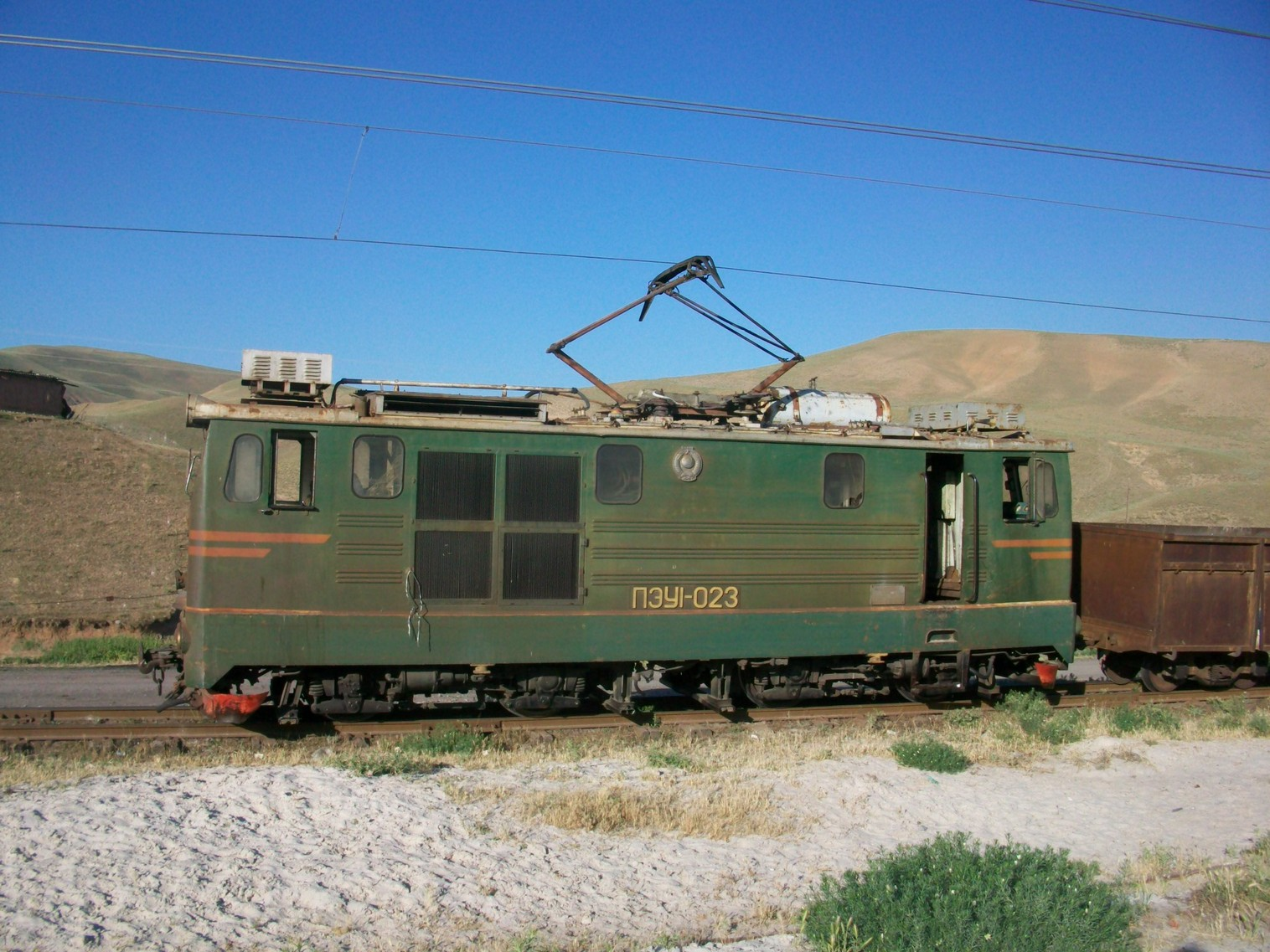
боковая часть электровоза ПЭУ1
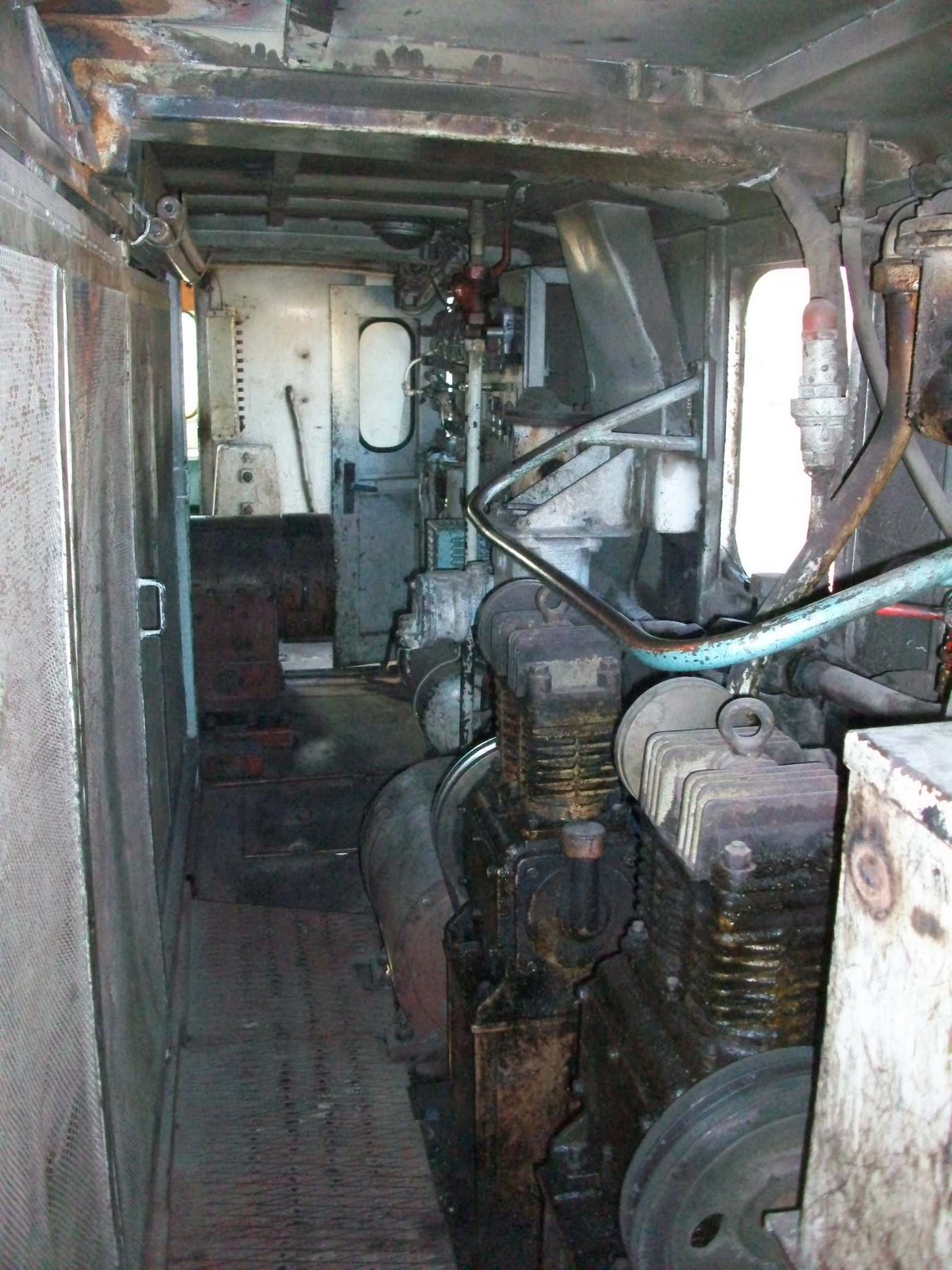
интерьер  электровоза ПЭУ1
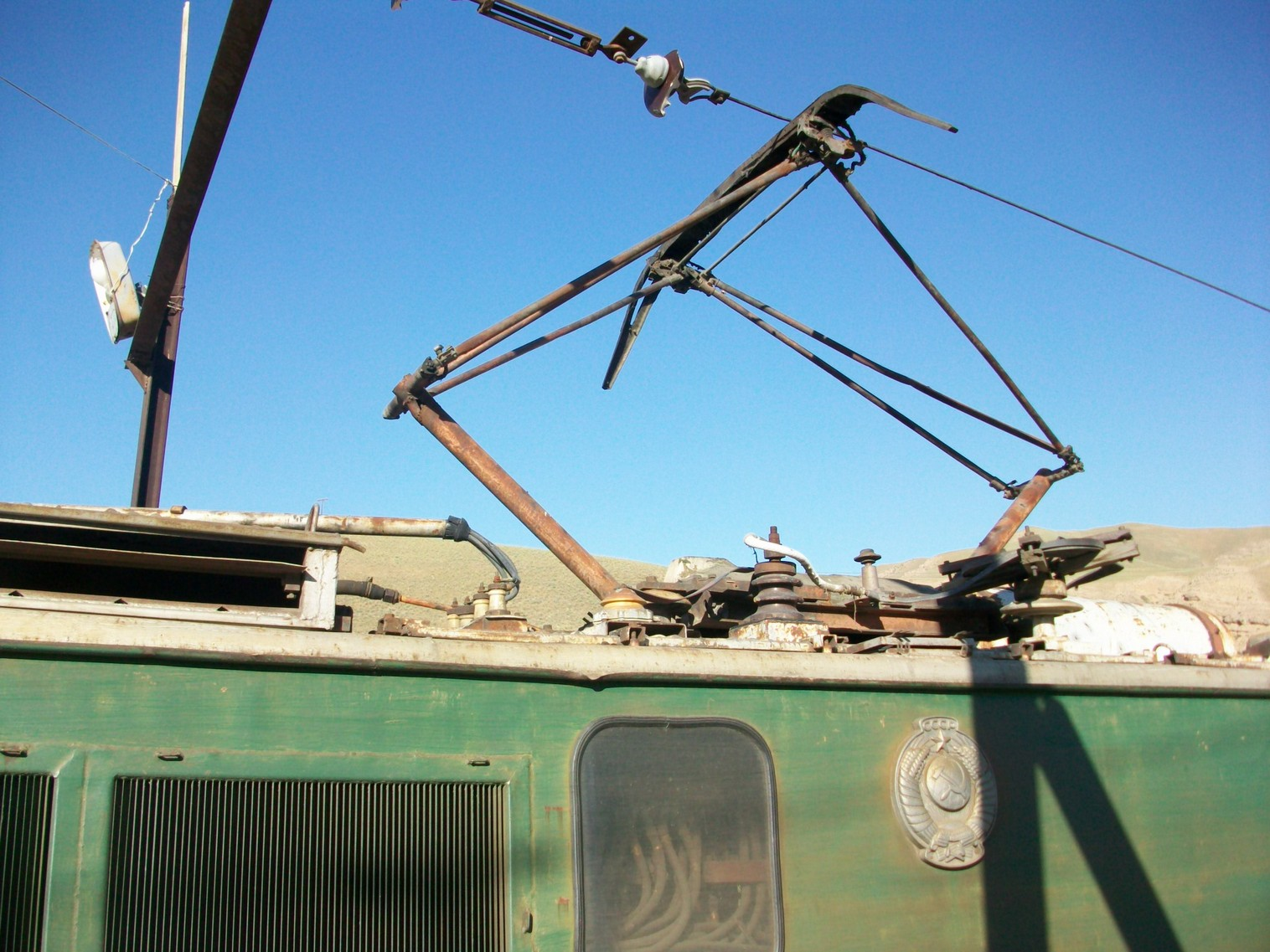
пантограф электровоза ПЭУ1